# Feøy

Feøy (appelé également Føyno) est un archipel d'îles de la commune de Karmøy, se situant entre Karmøy et Utsira (île).

## Description
Feøy couvre une superficie de 1,3 km2 et compte une trentaine d'habitants. Il y a une liaison journalière pour Haugesund et des navettes pour le travail en direction de Torvastad. Le trajet ne dure que 10 minutes. 
Lors de la première partie du XXe siècle, il y avait une mine de nickel sur Feøy, qui vivait également de l'agriculture et de la pêche. Aujourd'hui, on trouve de nombreuses anciennes fermes transformées en location pour les vacances. L'île compte un grand nombre de moutons sauvages.
Feøy est un lieu populaire de vacances. Il est possible de louer une maison ou un chalet pour les vacances. Il s'y trouve une boutique dans un style ancien et un café où il est possible de manger pendant l'été.